# Paddington in Peru
Paddington in Peru (bra: Paddington: Uma Aventura na Floresta; prt: Paddington na Amazónia) é um filme de comédia e aventura animada de 2024, dirigido por Dougal Wilson, em sua estreia como diretor de longa-metragem. O roteiro foi escrito por Mark Burton, Jon Foster e James Lamont, a partir de uma história de Paul King, Simon Farnaby e Burton. O filme é a terceira parte da série de filmes Paddington, baseada nas histórias de Paddington Bear, criadas por Michael Bond, e uma sequência de Paddington (2014) e Paddington 2 (2017).
O elenco conta com Hugh Bonneville, Emily Mortimer, Julie Walters, Jim Broadbent, Carla Tous, Olivia Colman, Antonio Banderas e Ben Whishaw, que retorna para dar voz ao personagem principal, Paddington.
O desenvolvimento do filme teve início em fevereiro de 2021, com o título Paddington, no Peru sendo anunciado oficialmente em junho de 2022. Este é o primeiro longa-metragem dirigido por Dougal Wilson e também marca a estreia da Sony Pictures como coprodutora, com o filme sendo distribuído sob os rótulos Columbia Pictures e Stage 6 Films. A filmagem principal ocorreu entre julho e outubro de 2023, com locações no Reino Unido, na Colômbia e no Peru.
Paddington, no Peru foi lançado em cinemas no Reino Unido pelo StudioCanal em 8 de novembro de 2024. O filme recebeu críticas positivas dos críticos.

## Sinopse
Paddington recebe uma carta do Lar dos ursos aposentados no Peru, informando-o que a tia Lucy sente profunda falta dele e está se comportando de forma estranha. Paddington e os Browns decidem ir ao Peru visita-la. Ao chegarem ao Peru, os Browns aprendem da Reverenda Madre que a tia Lucy desapareceu na selva, deixando-lhe apenas os óculos e o bracelete. Paddington encontra um mapa na cabana da tia Lucy indicando que eles devem começar sua busca em um lugar chamado Rumi Rock; a Sra. Bird e a Reverenda Madre ficam para trás e esta dá a Sra. Brown um pendente para a boa sorte.[carece de fontes?]
Os Brown tentam alugar um barco para viajar pelo rio e acabam encontrando os caçadores de tesouros Hunter Cabot e sua filha, Gina. Hunter percebe o bracelete de Paddington e menciona a cidade perdida de El Dorado, um local mítico onde, segundo as lendas, os antigos peruanos ofereciam ouro aos espíritos da selva. A maioria dos viajantes que busca El Dorado começa sua jornada na Rumi Rock, mas poucos retornam vivos. Motivado pelos fantasmas de seus antepassados, Hunter está disposto a encontrar o ouro a qualquer custo e decide sequestrar a viagem para buscar El Dorado. Ele e Gina discutem sobre seguir adiante, com Gina querendo que ele desista e volte. Em resposta, Hunter a empurra para fora do barco, mas acaba caindo na borda, o que faz com que a embarcação naufrague.[carece de fontes?]
Paddington se separa de sua família e acaba se encontrando em Rumi Rock, onde é aguardado por Hunter. Ao ouvir rugidos que ele acredita serem respostas entre ele e Lucy, Hunter e Paddington seguem juntos em busca de El Dorado e de Lucy. Enquanto isso, Gina encontra os Browns e revela as motivações de seu pai, além da história da família. Determinados a salvar Paddington de Hunter, os Browns se unem para resgatar o ursinho. A Sra. Bird desconfia da Reverenda Madre e descobre um quarto secreto, onde descobre que o pendente que foi dado à Sra. Brown na verdade é um rastreador. Agora cientes da localização dos Browns, a Sra. Bird e a Reverenda Madre partem em uma missão para resgatar a família.[carece de fontes?]
Depois de atingir o cume de um forte inca, que contém uma fenda de moeda para um emblema no bracelete de Paddington, Hunter ataca e persegue Paddington. A Reverenda Madre revela-se como Clarissa Cabot, a prima de Hunter, presumivelmente falecida, também desejando encontrar El Dorado. Clarissa revela que encenou o desaparecimento da tia Lucy para atrair Paddington a vir ao Peru. Ela mantém os Browns e Gina em aposta de arma, mas Hunter interfere incapacitando Clarissa. Os Browns usam o bracelete de Paddington para entrarem no El Dorado. Encontram a tia Lucy, que explica que El Dorado é uma plantação de laranjas onde Paddington nasceu e que seu bracelete era originalmente de Paddington quando ela o encontrou, usada pelos ursos de El Dorado. Paddington fala aos outros ursos fazendo Marmelada, mas opta por voltar a Londres com os Browns.[carece de fontes?]
Num epílogo, a Reverenda Madre é enviada ao Polo Norte para se tornar uma verdadeira freira e trabalhar no lar de ursos polares aposentados. Os ursos de El Dorado visitam Paddington, em Londres. Em uma cena de meio-crédito, Paddington e os ursos, que também foram nomeados após as estações ferroviárias de Londres, visitam Felix Buchanan na prisão. Ele acredita que em breve será libertado da prisão e planeja uma peça para "Cachinhos Dourados e os Três Ursos" com os ursos de El Dorado.[carece de fontes?]

## Elenco
Segue o elenco:[carece de fontes?]
- Hugh Bonneville como Henry Brown
- Emily Mortimer como Mary Brown
- Madeleine Harris como Judy Brown
- Samuel Joslin como Jonathan Brown
- Julie Walters como Sra. Bird
- Jim Broadbent como Samuel Gruber
- Olivia Colman como Clarissa Cabot / A Reverenda Madre
- Antonio Banderas como Hunter Cabot
- Carla Tous como Gina Cabot
- Ben Whishaw como a voz de Brown
- Imelda Staunton como a voz da tia Lucy
- Hayley Atwell como Madison
- Joel Fry  como Joe, o mensageiro
- Sanjeev Bhaskar como  Dr. Jafri
- Robbie Gee como Sr. Barnes
- Ben Miller como Coronel Lancaster
- Jessica Hynes como Senhorita Kitts
- Simon Farnaby como Barry, o comissário de bordo
- Ella Bruccoleri como Rosita, a Freira

Além disso, Hugh Grant repete seu papel do segundo filme como Felix Buchanan em uma participação especial não creditada.

## Produção

### Desenvolvimento
Em junho de 2016, o então CEO do StudioCanal, Didier Lupfer, declarou que o estúdio estava comprometido em fazer um terceiro filme de Paddington. Em novembro de 2017, David Heyman disse à Digital Spy que, embora o roteiro para um terceiro filme não tivesse sido desenvolvido, discussões sobre locais, ideias e cenas já haviam começado. Em novembro de 2018, Heyman observou que um terceiro filme provavelmente aconteceria, mas que Paul King não voltaria a dirigir, embora ele ainda estivesse envolvido em uma capacidade criativa proeminente. Em fevereiro de 2021, Paddington 3 começou oficialmente o desenvolvimento.
Em julho de 2021, o StudioCanal anunciou que Paddington 3 começaria a filmar no primeiro trimestre de 2022. A história para o terceiro filme foi escrita por King, Simon Farnaby e Mark Burton, e o roteiro por Burton, Jon Foster e James Lamont. A história foi influenciada pelos filmes de Werner Herzog Aguirre, a Ira de Deus e Fitzcarraldo, devido a tais filmes mostrando a incrível variedade de paisagens do Peru, geologia louca, pessoas amigáveis e sua misteriosa Mitologia Inca, com uma lenda peruana subjacente a toda a trama e os personagens vestindo roupas de aparência tradicional nas Andas rurais apesar de contar com motos e telefones celulares modernos. Em junho de 2022, o título do filme Paddington, no Peru e Dougal Wilson como diretor foram anunciados, com a Fotografia principal agora definida para começar em 2023. É o debut de Wilson como diretor de longa-metragem, que anteriormente dirigiu comerciais e vídeos musicais. Em fevereiro de 2023, o ator de voz de Paddington, Ben Whishaw, declarou que ainda não tinha lido um roteiro e não tinha certeza se o desenvolvimento estava continuando. Em abril, o filme foi confirmado que ainda estava em desenvolvimento.

### Elenco e filmagem
Em junho, foi anunciado que Whishaw, Hugh Bonneville, Julie Walters, Jim Broadbent, Madeleine Harris, Samuel Joslin e Imelda Staunton estavam prestes a repetir seus papéis dos filmes anteriores, com Olivia Colman, Antonio Banderas, Rachel Zegler e Emily Mortimer adicionados ao elenco. Mortimer estava substituindo Sally Hawkins no papel de Mrs. Brown, que ela interpretou nos dois primeiros filmes. Peter Capaldi e Michael Gambon não retornaram para o filme, este último devido à sua morte em 2023.
As filmagens começaram no Reino Unido em 24 de julho, conforme planejado, apesar de relatos de que foi adiado devido à greve SAG-AFTRA de 2023. O filme também foi filmado na Colômbia e no Peru. As filmagens começaram sem Zegler, já que ela tinha partido para os Estados Unidos para participar de piquetes durante a greve;  Carla Tous mais tarde assumiu o papel de Gina Cabot, pois Zegler não pôde se comprometer devido à greve. A filmagem foi concluída em outubro de 2023.
A Rainha Elizabeth II aparece brevemente no filme em uma fotografia emoldurada com Paddington, tirada do curta-metragem com os dois produzidos para o Jubileu de Platina de Elizabeth II. O Rei Carlos III também aparece brevemente em um selo em uma carta que Paddington recebe no início do filme.

### Pós-produção
Os efeitos visuais para o filme são fornecidos por Framestore.

### Música
A música foi composta por Dario Marianelli, que anteriormente compôs a partitura para o segundo filme.

## Marketing
Em um relacionamento com a marca, Jo Malone lançou uma edição limitada de colónia de marmelada com tema Paddington no início de julho de 2024. Uma série de estátuas de Paddington foram colocadas em partes do Reino Unido e da Irlanda no início de outubro para promover o filme.

## Lançamento
Paddington, no Peru teve sua estreia mundial em Londres em 3 de novembro de 2024, e foi lançado no Reino Unido em 8 de novembro. Ele será lançado nos Estados Unidos e outros territórios em 17 de janeiro de 2025.

### Distribuição
Em maio de 2023, o StudioCanal vendeu a maioria dos territórios, incluindo a América do Norte, para a Sony Pictures para distribuição. O StudioCanal detém os direitos de distribuição para o Reino Unido, França, Alemanha, Benelux, Austrália e Nova Zelândia, enquanto a Sony distribuirá o filme em outros lugares, exceto na China, Japão e Rússia. Em outubro de 2023, o filme foi lançado em cinemas no Reino Unido em 8 de novembro de 2024, pelo StudioCanal UK, seguido por um lançamento em cinemas nos Estados Unidos em 17 de janeiro de 2025, pela Columbia Pictures através da Sony Pictures Releasing.

## Recepção

### Bilheteria
No Reino Unido, Paddington, no Peru teve o maior fim de semana de abertura para um filme britânico desde No Time to Die, ganhando £ 9,65 milhões ($ 12,4), a abertura mais alta da franquia. Além disso, o filme teve a terceira maior abertura do Reino Unido de 2024, atrás de Deadpool & Wolverine (£17.2m) e Inside Out 2 (£11.3m).

### Resposta crítica
No  de análise de agregador Rotten Tomatoes,   " leva o urso mais educado do cinema para um novo cenário sob nova administração criativa, oferecendo uma aventura mais agradável para toda a família".  O Metacritic, que usa uma média ponderada, atribuiu ao filme uma pontuação de 60 em 100, baseado em 20 críticos, indicando críticas "mistas ou médias"., que usa uma , atribuiu ao filme uma pontuação de 60 de 100, com base em 20 críticos, indicando críticas "misturadas ou médias".
Peter Bradshaw do The Guardian concedeu ao filme 3 estrelas em 5 e afirmou: "Esta trilogia de Paddington é uma aposta perfeitamente decente para as férias, e nunca mais nada além de entretenimento, mas a densidade de gag diminuiu e remove Paddington de Blighty, embora fazendo um sentido narrativo e dramático perfeito, e em sintonia com a admiravel oposição da franquia ao paroquialismo e à xenofobia, é um movimento ligeiramente de salto de tubarão, como um episódio especial de uma sitcom de TV que leva o elenco para a Costa del Sol".

## Futuro
Durante a convenção Brand Licensing Europe 2024 em Londres, a CEO da StudioCanal, Françoise Guyonnet, e a chefe de vendas globais, Sissel Henno, revelaram que o Canal+ já está trabalhando em um quarto filme de Paddington e uma série de televisão spin-off, dado o seu foco em "tornar uma marca de patrimônio em um fenômeno global" por mergulhar mais profundamente na "viagem em curso de Paddinton de um personagem clássico para um fenômeno cultural mundial", estimando os lançamentos de ambas as produções em torno de 2027 e 2028, onde a franquia terá seu 70o aniversário. Eles também anunciaram que até o final de 2024 eles vão lançar a produção de Teatro West End Paddington: O Musical com a produtora Sonia Freeman, o compositor Tom Fletcher, a escritora Jessica Swale e o diretor Luke Sheppard.